# Mitchell Feigenbaum
Pour les articles homonymes, voir Feigenbaum.
Mitchell Jay Feigenbaum (né à Philadelphie le 19 décembre 1944 et mort le 30 juin 2019 à New York) est un physicien théoricien américain,.

## Biographie
Etudiant du City College of New York, il poursuit ses études au MIT en génie électrique à partir de 1964  avant de s'orienter vers la physique. En 1970 , il soutient sa thèse de doctorat au MIT sous la direction de Francis Low, consacrée aux relations de dispersion en théorie quantique des champs.
Il se consacre ensuite à l’application de groupes de transformation à un paramètre aux équations différentielles ordinaires. Ces équations sont couramment utilisées pour modéliser les mécanismes de la physique, voire certains comportements collectifs, comme la démographie, l’attrition, ou l’évolution des gaz vers un état d’équilibre. Dans le cas idéal, les fonctions décrites par ces équations sont exactement déterminées par un seul paramètre. On savait depuis Richardson (1922) et Lorentz (1963) que les équations différentielles non-linéaires peuvent présenter des évolutions (ou trajectoires) vers leurs points fixes très différentes, même pour des conditions initiales voisines, ce qui constitue un défi pour la modélisation déterministe des systèmes dynamiques. Reprenant l’idée de Richardson, qui consiste à analyser les trajectoires pas à pas en discrétisant l’équation différentielle par différences finies, Feigenbaum étudia les trajectoires quasi-cycliques de l’équation prédateurs et proies en les paramétrant par un seul facteur. S’appuyant sur l’utilisation d'un calculateur HP-65, il découvrit que si, pour les petites valeurs de ce paramètre, le système décrit des cycles de période prévisible, à partir d’un certain seuil, la période de ces cycles double, et qu'en augmentant encore un peu ce paramètre, la période de cycle quadruple (phénomène de bifurcation). Moyennant certaines hypothèses, Feigenbaum montra que les écarts entre paramètres déclenchant une bifurcation, tendent vers une valeur constante : environ 4.6692...  L’une des études les plus abouties de Feigenbaum (1978) concerne le comportement de la suite logistique : il montra que cette régularité dans la répartition des paramètres de bifurcation se retrouve pour d’autres équations différentielles, c’est-à-dire d'autres modèles mathématiques des systèmes. Le taux de convergence obtenu empiriquement est appelé depuis constante de Feigenbaum. 
Il s’est vu offrir une chaire de physique mathématiques à l’université Rockefeller en 1986. L’étude statistique des suites a orienté Feigenbaum vers l'application des fractales à la cartographie : il a ainsi participé à la confection des numérique des cartes de l’Hammond Atlas (1992) :

« S'appuyant sur les méthodes de la géométrie fractale pour dessiner les reliefs naturels, tels les traits de côte, le physicien Mitchell Feigenbaum a mis au point un logiciel capable de rendre l'aspect des littoraux, frontières et chaînes de montagnes à toute sorte d'échelles et de projections cartographiques. Le Dr. Feigenbaum a également conçu un programme d'insertion automatique des noms de lieux, qui permet d’annoter les cartes en quelques minutes ; tâche qui naguère exigeait des jours de travail laborieux. »

— Hammond , World Atlas (1992)

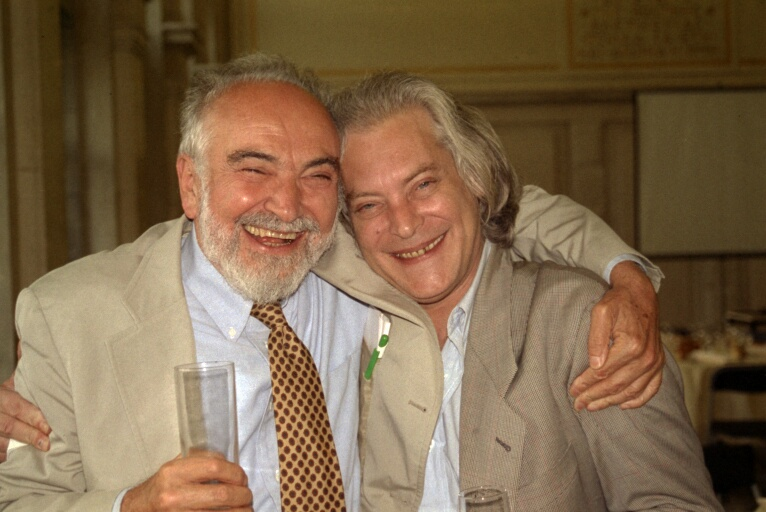
Mitchell Feigenbaum (à droite) et Joel Lebowitz (1998).

Toujours avide d'appliquer les mathématiques aux besoins humains, Feigenbaum a fondé avec Michael Goodkin la SSII Numerix (1996), pour commercialiser un logiciel de courtage exploitant une simulation par méthode de Monte Carlo et utilisable pour toute sorte de produits structurés ou de produits dérivés.